# پاول چرچلند
پاول چرچلند (به فرانسوی: Paul Churchland)، فیلسوفِ نظریه‌پردازِ به‌نامِ ماتریالیسم حذف‌گرا است.
وی در سال ۱۹۴۲ در کانادا متولد شده‌است. او دکترای خود را از دانشگاه پیتسبرگ به راهنمایی ویلفرد سلرز گرفت و اکنون در دانشگاه کالیفرنیا، سن‌دیه‌گو تدریس می‌کند. چرچلند به خاطر تحقیقاتی که دربارهٔ نوروفلسفه کرده‌است شهرت دارد؛ با توجه به نظریات فیلسوفان فلسفهٔ ذهن حمایت از حذف‌گرایی کار بسیار دشواری است اما او و همسرش پتریشیا از طرفداران معروف حذف‌گرایی در حال حاضرند. به نظر آن‌ها واژگان و مفاهیم ذهنی متعارف روان‌شناسی عامیانه برای بررسی‌های علمی دربارهٔ مغز ضرورتی ندارند. به نظر آن‌ها تاریخ علم موارد زیادی از حذف مفاهیم متعارف و عامیانه را سراغ دارد؛ مفاهیمی مثل فلوژیستون در شیمی و نیروهای حیاتی در زیست‌شناسی از این دسته‌اند.

## کتاب‌ها
- در جانب مخالف (On the Contrary)
- موتور عقل، جایگاه نفس (The Engine of Reason, The Seat of the Soul)
- منظر عصب کامپیوتری: ماهیت ذهن و ساختار ذهن
- ماده و آگاهی
- واقع گرایی علمی و انعطاف‌پذیری ذهن